# Carlos Alberto Peña
Carlos Alberto Peña Rodríguez (Ciudad Victoria, 29 marzo 1990) è un calciatore messicano, centrocampista svincolato.

## Carriera

### Nazionale
Viene convocato per la Copa América Centenario negli Stati Uniti.

## Statistiche

### Cronologia presenze e reti in nazionale
| Cronologia completa delle presenze e delle reti in nazionale ― Messico | Cronologia completa delle presenze e delle reti in nazionale ― Messico | Cronologia completa delle presenze e delle reti in nazionale ― Messico | Cronologia completa delle presenze e delle reti in nazionale ― Messico | Cronologia completa delle presenze e delle reti in nazionale ― Messico | Cronologia completa delle presenze e delle reti in nazionale ― Messico | Cronologia completa delle presenze e delle reti in nazionale ― Messico | Cronologia completa delle presenze e delle reti in nazionale ― Messico |
| Data                                                                   | Città                                                                  | In casa                                                                | Risultato                                                              | Ospiti                                                                 | Competizione                                                           | Reti                                                                   | Note                                                                   |
| ---------------------------------------------------------------------- | ---------------------------------------------------------------------- | ---------------------------------------------------------------------- | ---------------------------------------------------------------------- | ---------------------------------------------------------------------- | ---------------------------------------------------------------------- | ---------------------------------------------------------------------- | ---------------------------------------------------------------------- |
| 17-10-2012                                                             | Torreón                                                                | Messico                                                                | 2 – 0                                                                  | El Salvador                                                            | Qual. Mondiali 2014                                                    | -                                                                      | 59’                                                                    |
| 18-4-2013                                                              | San Francisco                                                          | Perù                                                                   | 0 – 0                                                                  | Messico                                                                | Amichevole                                                             | -                                                                      | 46’                                                                    |
| 7-7-2013                                                               | Pasadena                                                               | Messico                                                                | 1 – 2                                                                  | Panama                                                                 | Gold Cup 2013 - 1º turno                                               | -                                                                      | 46’                                                                    |
| 14-7-2013                                                              | Denver                                                                 | Martinica                                                              | 1 – 3                                                                  | Messico                                                                | Gold Cup 2013 - 1º turno                                               | -                                                                      | 70’                                                                    |
| 20-7-2013                                                              | Atlanta                                                                | Messico                                                                | 1 – 0                                                                  | Trinidad e Tobago                                                      | Gold Cup 2013 - Quarti di finale                                       | -                                                                      | 69’                                                                    |
| 24-7-2013                                                              | Arlington                                                              | Panama                                                                 | 2 – 1                                                                  | Messico                                                                | Gold Cup 2013 - Semifinale                                             | -                                                                      | 46’                                                                    |
| 11-10-2013                                                             | Città del Messico                                                      | Messico                                                                | 2 – 1                                                                  | Panama                                                                 | Qual. Mondiali 2014                                                    | -                                                                      |                                                                        |
| 15-10-2013                                                             | San José                                                               | Costa Rica                                                             | 2 – 1                                                                  | Messico                                                                | Qual. Mondiali 2014                                                    | -                                                                      |                                                                        |
| 13-11-2013                                                             | Città del Messico                                                      | Messico                                                                | 5 – 1                                                                  | Nuova Zelanda                                                          | Qual. Mondiali 2014                                                    | -                                                                      | 64’                                                                    |
| 19-11-2013                                                             | Wellington                                                             | Nuova Zelanda                                                          | 2 – 4                                                                  | Messico                                                                | Qual. Mondiali 2014                                                    | 1                                                                      |                                                                        |
| 30-1-2014                                                              | San Antonio                                                            | Messico                                                                | 4 – 0                                                                  | Corea del Sud                                                          | Amichevole                                                             | -                                                                      | 46’                                                                    |
| 5-3-2014                                                               | Atlanta                                                                | Messico                                                                | 0 – 0                                                                  | Nigeria                                                                | Amichevole                                                             | -                                                                      | 64’                                                                    |
| 2-4-2014                                                               | Glendale                                                               | Stati Uniti                                                            | 2 – 2                                                                  | Messico                                                                | Amichevole                                                             | -                                                                      | 46’                                                                    |
| 31-5-2014                                                              | Arlington                                                              | Messico                                                                | 3 – 1                                                                  | Ecuador                                                                | Amichevole                                                             | -                                                                      | 46’                                                                    |
| 3-6-2014                                                               | Chicago                                                                | Messico                                                                | 0 – 1                                                                  | Bosnia ed Erzegovina                                                   | Amichevole                                                             | -                                                                      | 64’                                                                    |
| 23-6-2014                                                              | Recife                                                                 | Croazia                                                                | 1 – 3                                                                  | Messico                                                                | Mondiali 2014 - 1º turno                                               | -                                                                      | 80’                                                                    |
| 28-5-2016                                                              | Atlanta                                                                | Messico                                                                | 1 – 0                                                                  | Paraguay                                                               | Amichevole                                                             | -                                                                      | 77’                                                                    |
| 18-6-2016                                                              | Santa Clara                                                            | Messico                                                                | 0 – 7                                                                  | Cile                                                                   | Coppa America Centenario - Quarti di finale                            | -                                                                      | 46’                                                                    |
| Totale                                                                 |                                                                        | Presenze                                                               | 18                                                                     |                                                                        | Reti                                                                   | 1                                                                      |                                                                        |